# Marie-Madeleine d'Aubray
Marie-Madeleine d'Aubray, marchesa di Brinvilliers (Parigi, 6 luglio 1630 – Parigi, 17 luglio 1676), è stata una nobile e serial killer francese.

## Biografia
Primogenita dei sei figli di Antoine Dreux d'Aubray, un consigliere di Stato e luogotenente civile di Parigi, la donna apparteneva alla nobiltà di toga. Era sposata con Antoine Gobelin, marchese di Brinvilliers, erede della famiglia produttrice degli arazzi Gobelins.
Dopo aver condotto una vita dissoluta imparò dal suo amante Godin de Sainte-Croix a maneggiare i veleni. Sembra che, a sua volta, il Sainte-Croix avesse appreso tali conoscenze da un prigioniero italiano durante la sua prigionia alla Bastiglia.
La donna e il suo amante sperimentarono gli effetti dell'arsenico su alcuni familiari di Marie avvelenando a poco a poco il padre e due fratelli.  Cercarono poi di uccidere anche una sorella, una cognata, una nipote e il marito Antoine.

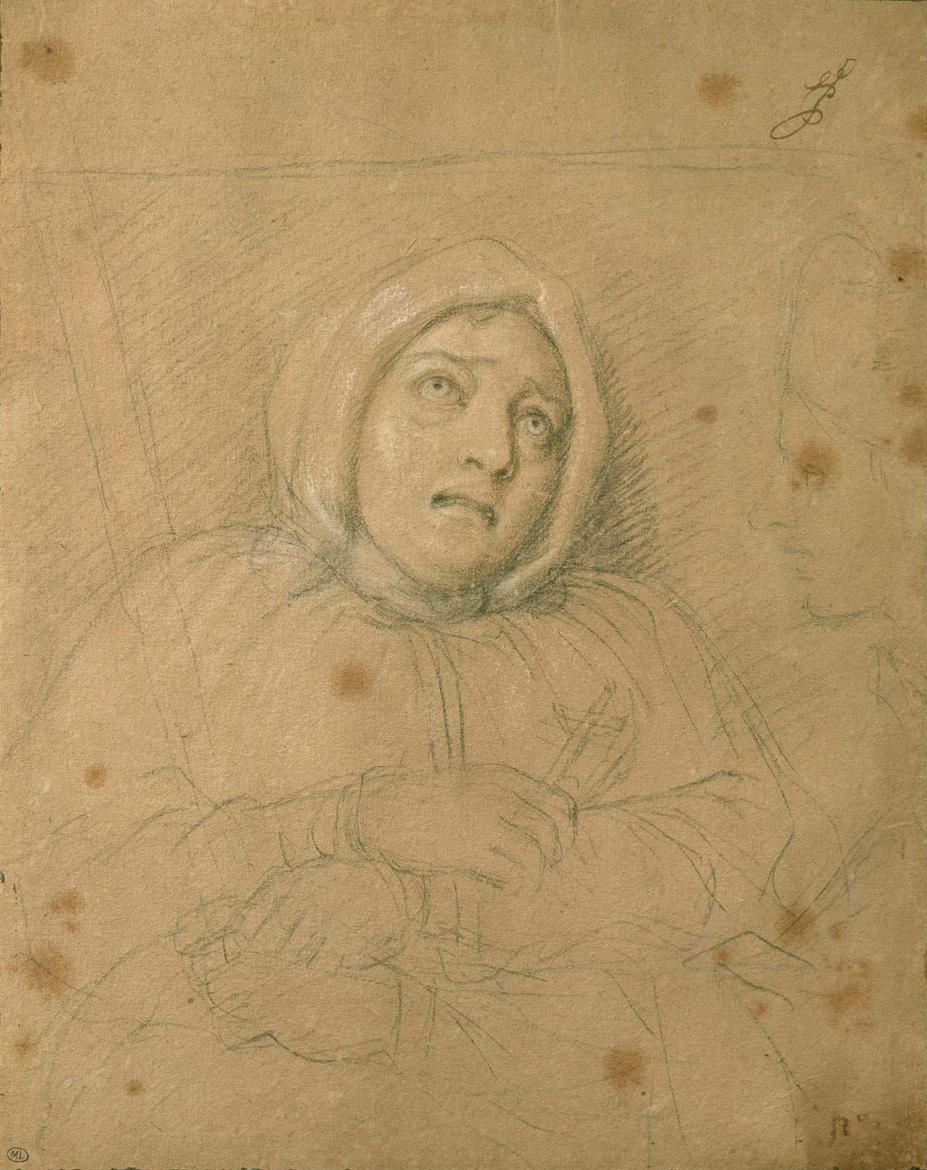
Il ritratto che le fece Le Brun durante l'esecuzione

Sainte-Croix morì probabilmente durante un esperimento. Il suo laboratorio venne perquisito e in un cofanetto vennero trovate le lettere dei due amanti. Prima che potesse essere arrestata però Marie riuscì a fuggire in Inghilterra facendo perdere le proprie tracce.
Gli inquirenti presero allora un suo domestico, Jean Hamelin, il quale sotto tortura confessò i crimini della sua padrona. Si aprì a Parigi il cosiddetto Affare dei veleni, un processo sui loschi traffici instaurati tra la corte di Versailles e i bassifondi della capitale. Al centro di questi era Jean-Baptiste Gaudin, il quale procurava potenti veleni dietro lauto compenso ai nobili che glieli richiedevano. Durante l'affare, che raggiunse il suo culmine tra il 1679 e il 1682, vennero imprigionate 442 persone.
Nel 1673 Marie-Madeleine fu condannata a morte in contumacia e la Camera di Giustizia parigina chiese al re Carlo II d'Inghilterra l'estradizione. La donna però riuscì di nuovo a fuggire nascondendosi in un convento a Liegi. Ivi però un reparto della cavalleria francese, che si trovava in città a causa della guerra d'Olanda, la riconobbe e la riportò in Francia. Durante il processo del Parlamento di Parigi, che si svolse tra il 29 aprile e il 16 luglio 1676, confessò i suoi crimini e collaborò parzialmente a smascherare la rete criminale che coinvolgeva diversi membri dell'alta società e della nobiltà.
Ormai prossima alla morte, Marie-Madeleine si convertì per merito dell'abate Pirot, teologo della Sorbona, a cui confidò il proprio pentimento e il desiderio di venire bruciata viva per espiare i suoi peccati, tuttavia essendo nobile fu prima decapitata e poi sottoposta al rogo del cadavere. Il pittore Charles Le Brun, il decoratore della reggia di Versailles, andò ad assistere all'esecuzione e ne eseguì un disegno ritraendo il viso della condannata durante il supplizio.

### Rappresentazioni artistiche
Vi sono stati due arrangiamenti musicali sulla sua vita:
- un'opera intitolata La marquise de Brinvilliers con la musica di nove compositori: Daniel Auber, Désiré-Alexandre Batton, Henri Montan Berton, Giuseppe Marco Maria Felice Blangini, François-Adrien Boieldieu, Michele Carafa, Luigi Cherubini, Ferdinand Hérold e Ferdinando Paër. Première all'Opéra-Comique di Parigi il 31 ottobre 1831;
- una commedia musicale chiamata "Mimi - A Poisoner's Comedy" scritta da Allen Cole, Melody A. Johnson, e Rick Roberts. Première a Toronto, Canada, nel settembre 2009.

The Sailor Moon musical Kessen / Transylvania no Mori (Kaiteiban), include un personaggio conosciuto come De Brinvilliers-Sensei. Era una vampira insegnante di chimica che testava i suoi studenti con i vari veleni. La sua vicenda è narrata da Alexandre Dumas in La Marquise de Brinvilliers (trad. it. L'avvelenatrice), racconto storico, pubblicato nel 1841, nella serie Crimes célèbres.